# Кузнецов, Виктор Иванович (шахтёр)

Памятная табличка в Кемерове

Кузнецов Виктор Иванович (4 августа 1938, Новосибирская область — 30 декабря 2017, Москва) — советский и российский учёный, промышленник, генеральный директор концерна «Кузбассразрезуголь», Герой Социалистического Труда (1991).
Крупный руководитель предприятий и организаций открытой угледобычи. Образование высшее. Окончил Томский институт инженеров железнодорожного транспорта (I960), Кузбасский политехнический институт (1970, заочно). Доктор технических наук (1997). Профессор (1995). Действительный член Академии горных наук (1995).

## Биография
Родился 4 августа 1938 года в селе Кривошеино Новосибирской области.
После окончания в 1960 году Томского электромеханического института инженеров железнодорожного транспорта, получив квалификацию «инженер-механик», Виктор Иванович начал свою трудовую деятельность на разрезе «Красногорский» треста «Кемеровоуголь», где работал помощником машиниста электровоза, начальником службы движения, начальником участка транспорта, заместителем директора разреза. В 1970 году он заочно получил второе высшее образование в Кузбасском политехническом институте с квалификацией «горный инженер». Энергичный, трудолюбивый, умеющий творчески решать сложнейшие задачи, Виктор Иванович завоевал доверие всего трудового коллектива предприятия, и в 1972 году становится главным инженером разреза «Краснобродский», в 1974 году — главным инженером разреза «Красногорский», в 1977 году — заместителем технического директора производственного объединения «Кемеровоуголь», в 1978 году — директором разреза «Красногорский», в 1982 году — техническим директором производственного объединения «Кемеровоуголь».
С 1985 года Виктор Иванович Кузнецов назначается генеральным директором производственного объединения «Кемеровоуголь», став вторым генеральным директором объединения с момента его образования, и бессменно руководил им до 2000 года. Производственное объединение «Кемеровоуголь» (затем ОАО ХК «Кузбассразрезуголь») за годы руководства В. И. Кузнецовым всегда было флагманом открытых горных работ нашей страны и школой подготовки лучших кадров открытчиков, таковым остается и по настоящий день. Наряду с практической деятельностью Виктор Иванович как творческий человек активно занимается научной работой, в его творческом активе имеются изобретения, монографии и публикации.

## Награды
- Медаль «Серп и Молот»;
- Орден Ленина;
- Орден «Знак Почёта»;
- Орден Трудового Красного Знамени;
- Орден «За заслуги перед Отечеством» 4-й степени;
- Медаль «В ознаменование 100-летия со дня рождения Владимира Ильича Ленина»;
- Государственная премия СССР;
- Заслуженный шахтёр РСФСР;
- Знак «Шахтёрская слава» 3-х степеней;
- Заслуженный работник минтопэнерго РФ.